# Нийнепуу, Март-Маттис
Март-Маттис Нийнепуу (эст. Mart-Mattis Niinepuu; 23 июля 1992, Кейла) — эстонский футболист, вратарь.

## Биография
Воспитанник клуба «Кейла», в нём же начал взрослую карьеру в низших лигах Эстонии. В первой половине 2010 года выступал в первой лиге за таллинский «Калев», летом 2010 года перешёл в «Тулевик» из высшей лиги, но там ни разу не вышел на поле и в конце сезона был отдан в аренду в «Валга Уорриор», игравший в первой лиге.
В 2011 году вернулся в таллинский «Калев», с которым в том же сезоне победил в первой лиге. 10 марта 2012 года сыграл свой дебютный матч в высшей лиге Эстонии против клуба «Вильянди». Летом 2011 года был на просмотре в шведском «Умео». В 2014 году перешёл в «Пайде ЛМ», где провёл два с половиной сезона и стал финалистом Кубка Эстонии 2014/15. В 2015 году выходил на поле во всех 36 матчах чемпионата страны. Однако в следующем сезоне утратил место в основе и за первую половину сезона сыграл только один матч, а летом 2016 года покинул «Пайде».
С 2016 года снова играл за «Кейлу» в третьем и четвёртом дивизионах, в начале 2020-х годов совмещал игру в клубе с работой тренером вратарей. В 2022 году играл в шестом дивизионе за «Реал» (Таллин), где выходил в качестве полевого игрока.
Всего в высшем дивизионе Эстонии сыграл 79 матчей и пропустил 153 гола.
Выступал за юниорскую и молодёжную сборные Эстонии. Участник Кубка Содружества 2012 года (3 матча).

## Достижения
- Финалист Кубка Эстонии: 2014/15